# Zlatý míč 1983
Zlatý míč, cenu pro nejlepšího fotbalistu Evropy dle mezinárodního panelu sportovních novinářů, v roce 1983 získal francouzský fotbalista Michel Platini z Juventusu Turín. Šlo o 28. ročník ankety, organizoval ho časopis France Football a výsledky určili sportovní publicisté z 26 zemí Evropy.

## Pořadí
| Pořadí | Jméno                 | Klub                       | Země            | Body |
| ------ | --------------------- | -------------------------- | --------------- | ---- |
| 1      | Michel Platini        | Juventus                   | Francie         | 110  |
| 2      | Kenny Dalglish        | Liverpool                  | Skotsko         | 26   |
| 3      | Allan Simonsen        | Charlton Vejle             | Dánsko          | 25   |
| 4      | Gordon Strachan       | Aberdeen                   | Skotsko         | 24   |
| 5      | Felix Magath          | Hamburger SV               | Západní Německo | 20   |
| 6      | Rinat Dasajev         | Spartak Moskva             | Sovětský svaz   | 15   |
| 6      | Jean-Marie Pfaff      | Bayern Mnichov             | Belgie          | 15   |
| 8      | Jesper Olsen          | Ajax                       | Dánsko          | 14   |
| 8      | Karl-Heinz Rummenigge | Bayern Mnichov             | Západní Německo | 14   |
| 10     | Bryan Robson          | Manchester United          | Anglie          | 13   |
| 11     | Alain Giresse         | Bordeaux                   | Francie         | 10   |
| 11     | Fernando Gomes        | FC Porto                   | Portugalsko     | 10   |
| 11     | Bernd Schuster        | FC Barcelona               | Západní Německo | 10   |
| 11     | Franky Vercauteren    | Anderlecht                 | Belgie          | 10   |
| 15     | Ian Rush              | Liverpool                  | Wales           | 8    |
| 15     | Safet Sušić           | Paris Saint-Germain        | Jugoslávie      | 8    |
| 17     | Morten Olsen          | Anderlecht                 | Dánsko          | 6    |
| 18     | Norman Whiteside      | Manchester United          | Severní Irsko   | 5    |
| 19     | Bruno Conti           | AS Řím                     | Itálie          | 4    |
| 19     | Eric Gerets           | Standard Lutych AC Milán   | Belgie          | 4    |
| 19     | Michael Laudrup       | Brøndby Lazio Řím          | Dánsko          | 4    |
| 19     | Erwin Vandenbergh     | Anderlecht                 | Belgie          | 4    |
| 23     | Liam Brady            | Sampdoria                  | Irsko           | 3    |
| 23     | Antonio Cabrini       | Juventus                   | Itálie          | 3    |
| 23     | Vasilis Chatzipanagis | Iraklis Soluň              | Řecko           | 3    |
| 23     | Glenn Hysén           | IFK Göteborg PSV Eindhoven | Švédsko         | 3    |
| 23     | Carlos Manuel         | Benfica                    | Portugalsko     | 3    |
| 23     | Paolo Rossi           | Juventus                   | Itálie          | 3    |
| 23     | Costică Ștefănescu    | Universitatea Craiova      | Rumunsko        | 3    |
| 30     | Zbigniew Boniek       | Juventus                   | Polsko          | 2    |
| 30     | Ruud Gullit           | Feyenoord                  | Nizozemsko      | 2    |
| 30     | Fjodor Čerenkov       | Spartak Moskva             | Sovětský svaz   | 2    |
| 33     | Søren Lerby           | Ajax Bayern Mnichov        | Dánsko          | 1    |
| 33     | Stojčo Mladenov       | CSKA Sofie                 | Bulharsko       | 1    |
| 33     | Tibor Nyilasi         | Ferencváros Austria Vídeň  | Maďarsko        | 1    |
| 33     | Rudi Völler           | Werder Brémy               | Západní Německo | 1    |